# Júcar
 (janvier 2023).
Si vous disposez d'ouvrages ou d'articles de référence ou si vous connaissez des sites web de qualité traitant du thème abordé ici, merci de compléter l'article en donnant les références utiles à sa vérifiabilité et en les liant à la section « Notes et références ».
Le Júcar (en espagnol ; Xúquer en catalan et Xúcar en aragonais) est un fleuve d'Espagne qui prend sa source dans la Sierra de Tragacete, dans la province de Cuenca et se jette dans la mer Méditerranée à Cullera dans la province de Valence.

## Étymologie
Les premières mentions du fleuve sont attestées chez des géographes de l’Antiquité qui le nomment en latin Sucro (génitif : Sucrōnis). Les Arabes le dénomment Xuqr (attesté par exemple dans al-Jazira Xuqr, « l’île de Júcar », d’où le nom de la ville Alzira).
Dans Onomasticon Cataloniae, Joan Coromines le rapproche de l’autre hydronyme Sègre (Segre en catalan et aragonais), mais sans grande conviction.

## Description

### Lit supérieur

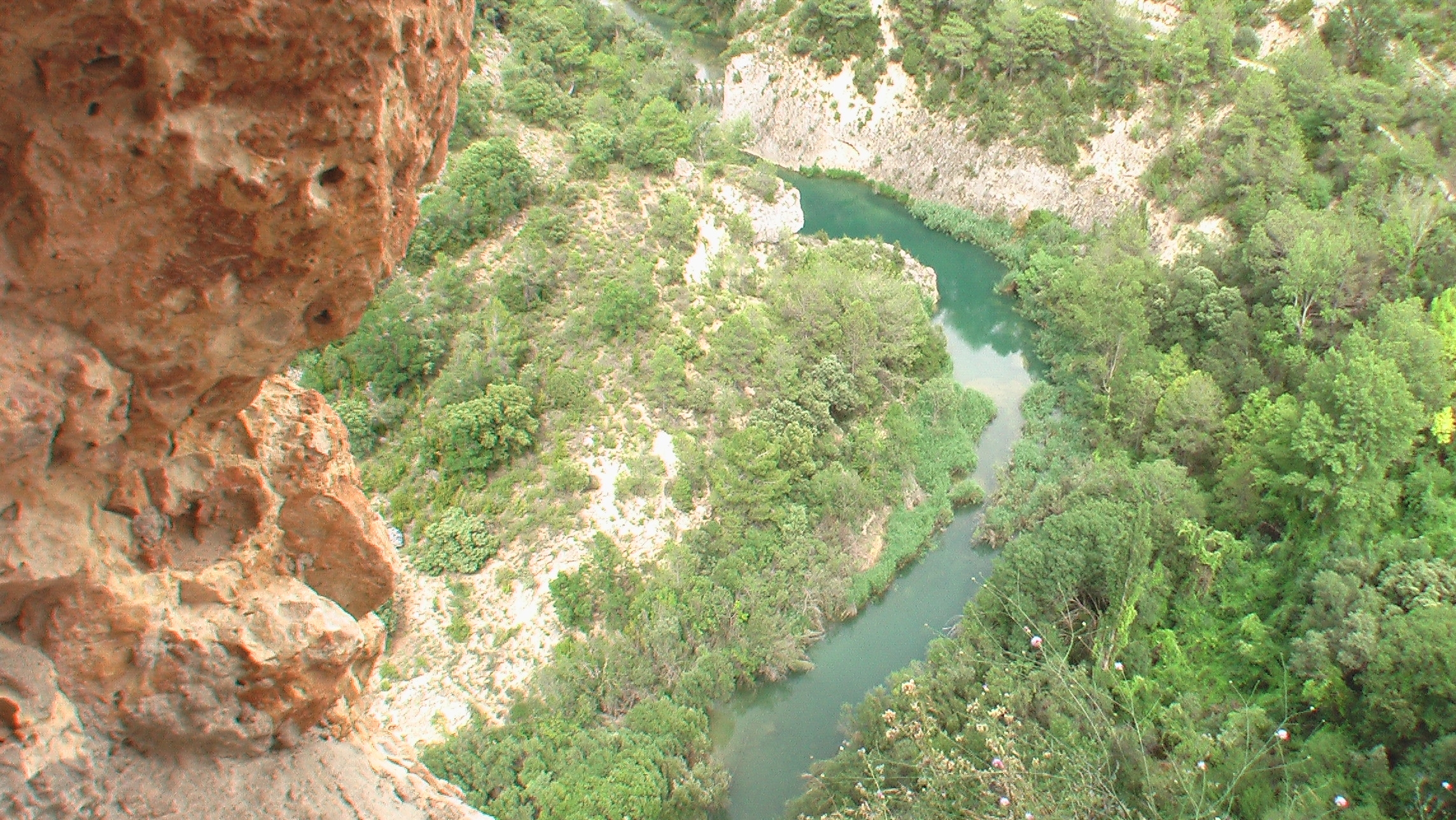

À sa source, le fleuve Júcar traverse les terres montagneuses de la province de Cuenca en direction du sud. Alimenté par des précipitations moyennes supérieures à 800 mm par an, cette partie traverse des zones karstiques. Les canyons et les gorges y sont nombreux, de même que les grottes, les dolines, les lapiaz et d'autres formes d'érosion. Les exemplaires les plus intéressants se trouvent à la Ciudad Encantada, à Las Majadas et dans le lit du fleuve ou de ses affluents.
Les eaux, riches en sulfate, ont une couleur émeraude. À la rencontre de matériaux argileux, le fleuve traverse d'amples vallées planes.
Avant d'atteindre le Ventano del Diablo (Serranía de Cuenca) il reçoit l'Uña qui forme une lagune, ses eaux étant retenues par la digue naturelle de la rive droite du Júcar.

### Lit intermédiaire
Après avoir traversé une zone montagneuse assez abrupte et un long parcours sur le plateau, le Júcar débouche sur la plaine alluviale de La Ribera (province de Valence). De sorte que l'on peut considérer que son lit intermédiaire se situe entre Villalba de la Sierra et le Pantano de Tous, juste avant La Ribera.
Cette partie du Júcar, très étendue, n'est pas uniforme : les méandres succèdent aux pentes comme dans la localité d'Alarcón. À cet endroit, un barrage retient les eaux du fleuve sur plus de 40 km. Après une nouvelle course vers le sud, le fleuve entame une grande courbe vers l'est pour sortir de la région de La Mancha.

## Affluents principaux
- Cabriel
- Magro
- Albaida
- Huécar

## Régime fluvial
Dans la partie amont, le régime est pluvio-nival avec un maximum de printemps. Dans le cours médian et inférieur, il est très influencé par les averses qui tombent avec un maximum en automne, pendant la « gota fría », période caractéristique du climat du Levant. Comme conséquence, il y a des crues énormes qui sont les plus importantes de toute l'Espagne. Les principales crues récentes (débit atteint à Alzira) eurent lieu en :
- octobre 1864 : 13 000 m3/s ;
- octobre 1982 : 16 000 m3/s ;
- novembre 1987 : 5 200 m3/s.

## Villes traversées
- Cuenca, Alzira

## Barrages et retenues
- Alarcón
- Tous Dam